# Ga Ueta
Ga Ueta (植田駅 Ueta-eki) là một nhà ga thuộc tuyến Atsumi của Công ty Đường sắt Toyohashi, nhà ga nằm tại Ueta-chō Nakahata, thành phố Toyohashi, tỉnh Aichi, Nhật Bản. Số hiệu của nhà ga trên tuyến được đánh số là 8.

## Lịch sử
- 22 tháng 1 năm 1924: Nhà ga được khai trương và là một nhà ga của Công ty Điện khí Atsumi.[1]
- 1 tháng 9 năm 1940: Sau khi sát nhập với Đường sắt Nagoya, nhà ga trở thành một phần của tuyến Atsumi.
- 1 tháng 10 năm 1954: Nhà ga trở thành một phần của Đường sắt Toyohashi sau khi được chuyển giao cho công ty này.
- Tháng 4 năm 1969: Nhà ga chuyển phương thức vận hành sang vận hành không có nhân viên thường trực.[1]

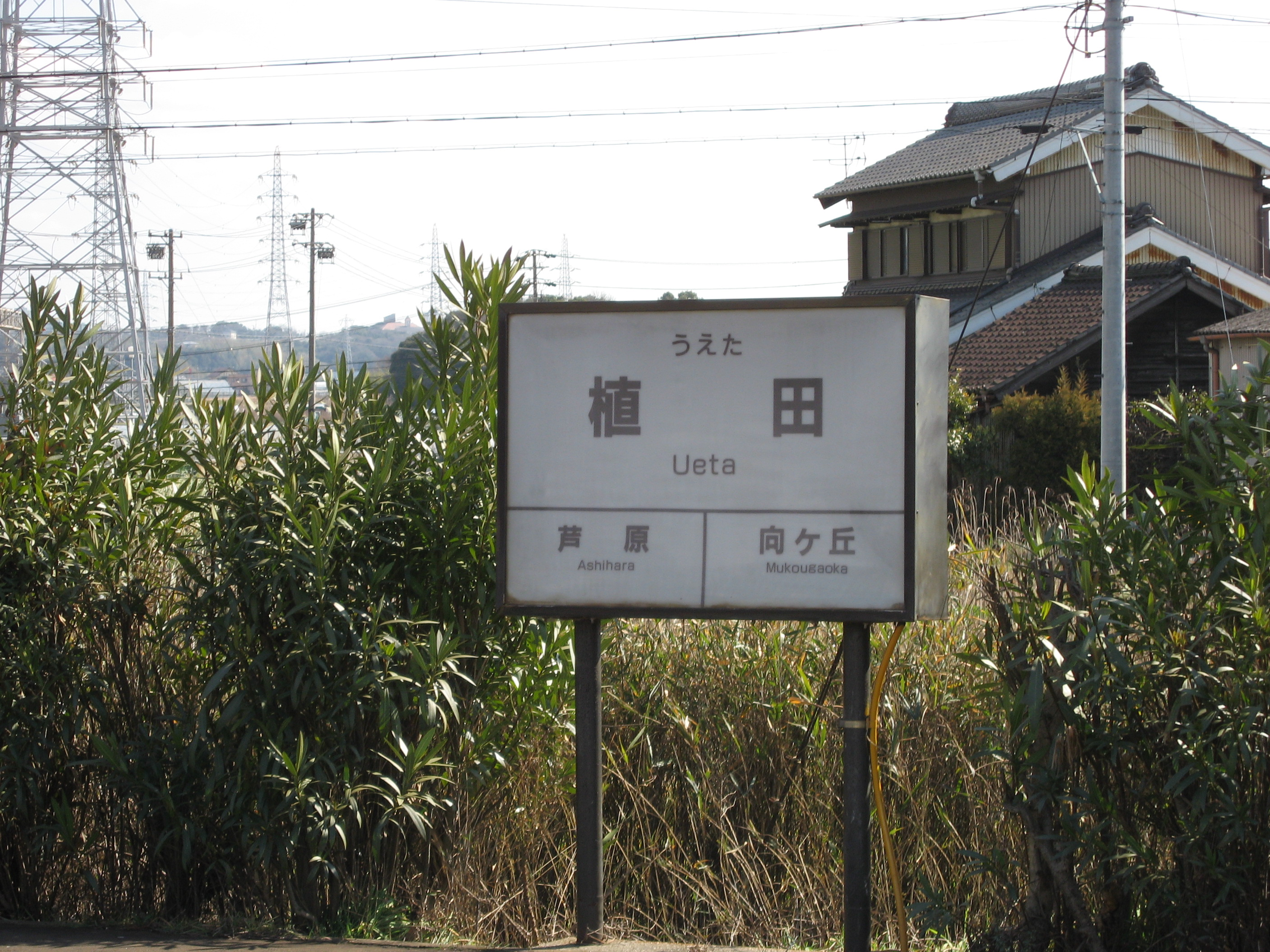
Biển tên nhà ga trước đây（tháng 2 năm 2007）

## Xung quanh nhà ga
- Trường tiểu học Ueta, thành phố Toyohashi
- Trường trung học cơ sở Minamiryo, thành phố Toyohashi
- Ikuseiin
- Đền Susanō
- Đền Kuruma

## Hình ảnh

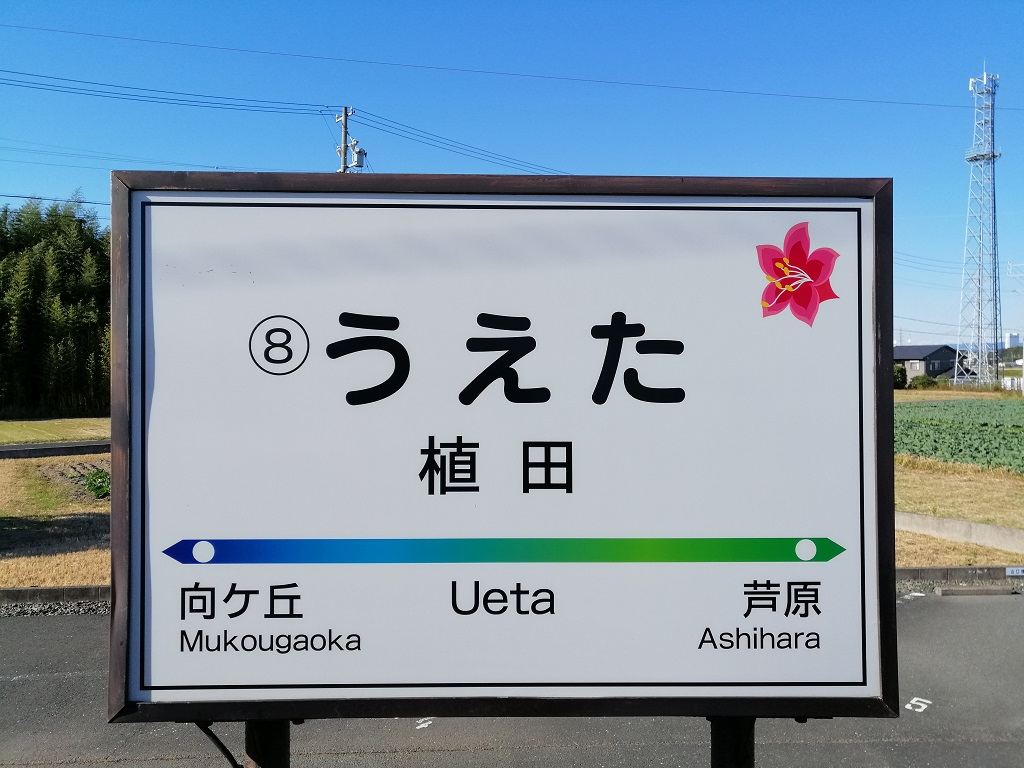
Biển tên nhà ga (2021)